# Trachischium
Genre
Trachischium est un genre de serpents de la famille des Natricidae.

## Répartition
Les espèces de ce genre se rencontrent en Asie du Sud.

## Étymologie
Trachischium signifie "ischium rugueux", du grec Trachy- "τραχύς" (trakhús) voulant dire "rugueux, rude" associé à ischium, en référence aux écailles granuleuses de la région cloacale de l'animal.

## Liste des espèces
Selon The Reptile Database (7 octobre 2024) :
- Trachischium apteii Bhosale et al., 2019[4]
- Trachischium fuscum (Blyth, 1854)
- Trachischium guentheri Boulenger, 1890
- Trachischium laeve Peracca, 1904
- Trachischium monticola (Cantor, 1839)
- Trachischium nyalamense Guo et al., 2024[5]
- Trachischium sushantai Raha et al., 2018[6]
- Trachischium tenuiceps (Blyth, 1854)

## Publication originale
- Günther, 1858 : Catalogue of Colubrine Snakes in the Collection of the British Museum, London, p. 1-281 (texte intégral).